# As Daylight Dies
As Daylight Dies (en español: Como la luz del día muere) es el cuarto álbum de estudio de la banda de metalcore estadounidense Killswitch Engage. Fue publicado el 21 de noviembre de 2006 en Estados Unidos, y un día antes en el Reino Unido, a través del sello Roadrunner Records.
En su primera semana, el álbum obtuvo ventas de 60 000 copias. Una reedición fue publicada en agosto de 2007, incluyendo cuatro lados B descartados, además de un DVD con vídeos oficiales desprendidos del material.

## Lista de canciones
| Edición estándar |                         |          |  |
| N.º              | Título                  | Duración |  |
| 1.               | «Daylight Dies»         | 4:05     |  |
| 2.               | «This Is Absolution»    | 3:34     |  |
| 3.               | «The Arms of Sorrow»    | 3:44     |  |
| 4.               | «Unbroken»              | 3:08     |  |
| 5.               | «My Curse»              | 4:04     |  |
| 6.               | «For You»               | 4:03     |  |
| 7.               | «Still Beats Your Name» | 3:19     |  |
| 8.               | «Eyes of the Storm»     | 3:56     |  |
| 9.               | «Break the Silence»     | 4:32     |  |
| 10.              | «Desperate Times»       | 4:25     |  |
| 11.              | «Reject Yourself»       | 4:45     |  |
| 43:49            |                         |          |  |

| Edición de Best Buy (CD Extra) |                               |          |  |
| N.º                            | Título                        | Duración |  |
| 1.                             | «My Last Serenade» (Live)     | 3:24     |  |
| 2.                             | «The End of Heartache» (Live) | 4:48     |  |
| 3.                             | «When Darkness Falls» (Live)  | 3:47     |  |

| Edición especial (CD) |                        |          |  |
| N.º                   | Título                 | Duración |  |
| 12.                   | «Be One»               | 3:31     |  |
| 13.                   | «Let the Bridges Burn» | 4:29     |  |
| 14.                   | «This Fire»            | 3:09     |  |
| 15.                   | «Holy Diver»           | 4:10     |  |

| Edición especial (DVD) |                                      |          |  |
| N.º                    | Título                               | Duración |  |
| 1.                     | «My Curse»                           |          |  |
| 2.                     | «The Arms Of Sorrow»                 | 3:51     |  |
| 3.                     | «Holy Diver»                         | 4:23     |  |
| 4.                     | «The Making Of "My Curse"»           | 19:48    |  |
| 5.                     | «The Making Of "The Arms Of Sorrow"» | 10:20    |  |

## Posicionamiento en listas
| Listas (2006)                  | Mejor posición |
| ------------------------------ | -------------- |
| Alemania (Offizielle Top 100)  | 62             |
| Australia (ARIA Charts)        | 29             |
| Austria (Ö3 Austria)           | 68             |
| Estados Unidos (Billboard 200) | 32             |
| Reino Unido (UK Albums)        | 64             |

| Listas (2007)                     | Mejor posición |
| --------------------------------- | -------------- |
| Estados Unidos (Billboard 200)    | 76             |
| Estados Unidos (Hard Rock Albums) | 18             |
| Estados Unidos (Top Rock Albums)  | 23             |

## Certificaciones
| País (Certificador) | Certificación | Ventas certificadas |
| --- | ------------- | ------------------- |
| Certificaciones de As Daylight Dies                                                                                      |               |                     |
| Canadá (Music Canada) | Oro           | 50 000*             |
| Estados Unidos (RIAA) | Oro           | 500 000*            |
| Reino Unido (BPI) | Plata         | 60 000*             |
| ^cifras de envíos basadas únicamente en la certificación xcifras no especificadas basadas únicamente en la certificación |               |                     |